# Cier-de-Rivière
 Cier-de-Rivière  es una población y comuna francesa, en la región de Mediodía-Pirineos, departamento de Alto Garona, en el distrito de Saint-Gaudens y cantón de Barbazan.

## Demografía
| 286 | 227 | 228 | 235 | 249 | 250 |
| Para los censos de 1962 a 1999 la población legal corresponde a la población sin duplicidades (Fuente: INSEE [Consultar]) |     |     |     |     |     |